# Гранітні скелі (Запорізька область)
Грані́тні Ске́лі — геологічна пам'ятка природи загальнодержавного значення в Україні. Розташована у Бердянському районі Запорізької області, на північний захід від села Новосолдатське. 
Площа природоохоронної території 15 га. Статус присвоєно згідно з розпорядженням Ради Міністрів УРСР від 14.10.1975 року № 780-Р. Перебуває у віданні: Берестівська сільська громада. 
Статус присвоєно для збереження гранітних скель на лівому (високому і крутому) березі річки Берди, неподалік від впадіння до неї річки Берестової. Скелі зазнали значної водної та вітрової ерозії, через що деякі з них мають чудернацькі форми. Підніжжя скель вкрите трав'яною рослинністю, серед якої трапляються цінні та рідкісні види. На кристалічному масиві беруть початок численні потічки, що живлять річку Берду.
Пам'ятка природи належить до переліку природно-заповідних територій, особливо важливих для збереження ландшафтного та біологічного різноманіття Запорізької області.